# 앤디 휫필드
앤디 위필드(Andy Whitfield, 1971년 10월 17일 ~ 2011년 9월 11일)는 웨일스의 배우이다. 2004년 드라마 《올 세인츠》로 데뷔하였다. 2011년 9월 11일, 비호지킨 림프종에 걸려 40세로 사망하였다.

## 출연 작품
- 《가브리엘》(2007)
- 《클리닉》(2009)
- 《스파르타쿠스 시즌1》(2010)